# Radi de van der Waals

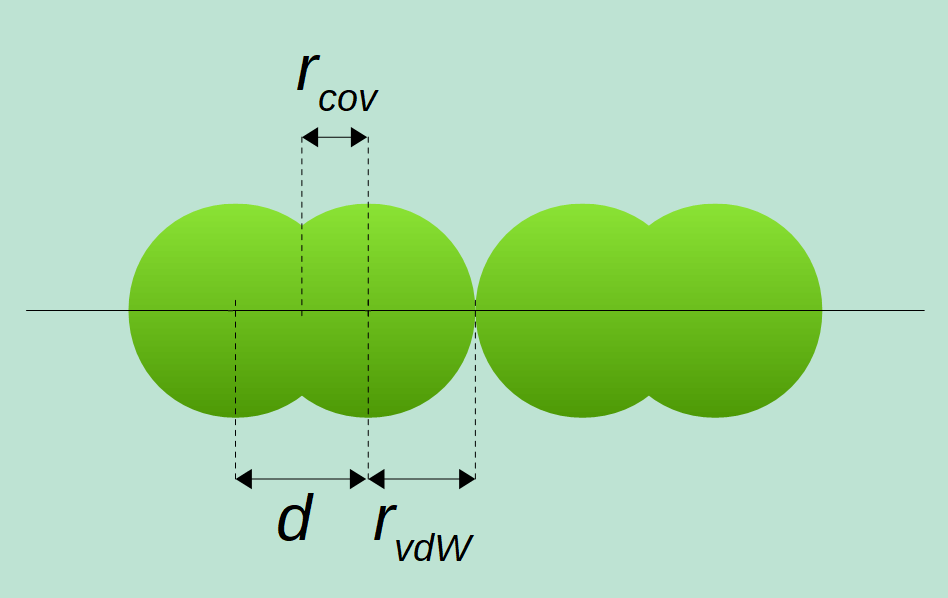
Definició gràfica de longitud d'enllaç d, radi covalent r_{cov} i radi de van der Waals r_{vdW}.

El radi de van der Waals és la meitat de la mínima distància que separa els nuclis de dos àtoms adjacents no enllaçats.
Els radis de van der Waals i les superfícies de van der Waals associades s'utilitzen àmpliament per a l'estudi de l'empaquetament cristal·lí i l'anàlisi de les interaccions supramoleculars, en la cerca d'una millor comprensió de les propietats físiques dels cristalls moleculars, com ara els punts de fusió, el comportament magnètic o la conductivitat elèctrica.

## Història
La noció del fet que la distància interatòmica es correspon a la suma de radis atòmics es trobava entre les generalitzacions més importants en química estructural, tractant els cristalls i les molècules com a sistemes d'àtoms que interactuen. El següent pas endavant fou donat per Edward Mack i Michael Magat, que introduïren el 1932 el concepte de radi no-enllaçant per a un àtom situat a la perifèria d'una molècula i l'anomenaren el radi del domini atòmic o Wirkungsradius, implicant que aquest radi determina les distàncies intermoleculars. Més tard, el químic estatunidenc Linus C. Pauling (1901-1994) proposà anomenar-lo «radi de van der Waals», perquè caracteritza les interaccions de van der Waals entre àtoms. També demostrà que els radis de van der Waals dels no-metalls coincideixen amb els seus radis iònics i superen els seus radis covalents, normalment per 80 pm.

Model de superfície de van der Waals de la molècula de clorur d'hidrogen.

El físic soviètic Aleksandr I. Kitaigorodskii (1914-1985) fou el primer a formular el principi de l'empaquetament compacte de les molècules en les fases cristal·lines. Suposà que les superfícies de van der Waals dels àtoms perifèrics en molècules veïnes estan en contacte, però no se superposen (model d'àtom rígid), ja que les forces de repulsió entre les capes electròniques tancades augmenten bruscament amb la disminució de la distància intermolecular. D'aquesta manera calculà un conjunt de radis de van der Waals {\displaystyle r_{vdW}} tan consistent com fos possible amb les distàncies intermoleculars en compostos orgànics. Els seus radis diferien poc dels de Pauling.
El sistema de radis de van der Waals fou més refinat per Arrigo Bondi. Les seves taules detallades es feren molt populars entre els químics, tot i que els valors dels {\displaystyle r_{vdW}} foren criticats en diverses obres. Bondi no només determinà els {\displaystyle r_{vdW}} a partir de dades estructurals, sinó que també calculà el {\displaystyle r_{vdW}} afegint 76 pm als radis covalents i avaluà el {\displaystyle r_{vdW}} a partir de propietats termodinàmiques i físiques.

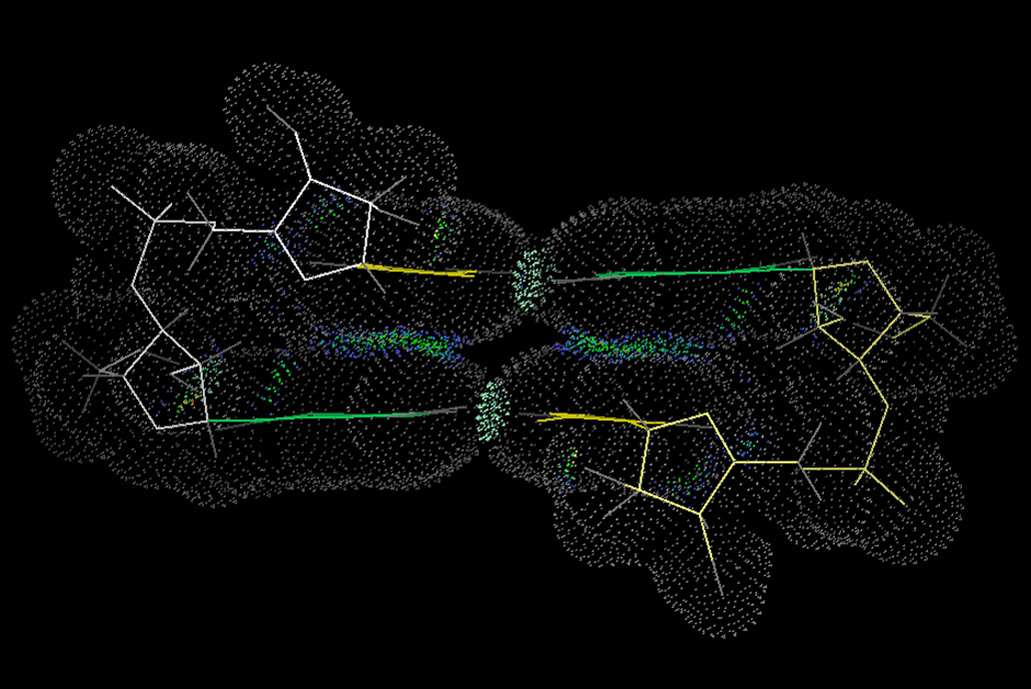
Enllaços per pont d'hidrogen i contactes de van der Waals per a dues parelles de bases GC apilades i adjacents d'ARN. Punts grisos delineen els radis de van der Waals dels àtoms (incloent-hi hidrògens); punts de color verd pàl·lid mostren superposicions atòmiques als enllaços d'hidrogen de les parelles de bases, i punts blaus i verds mostren la capa de contacte de van der Waals on les bases s'apilen.

Y.V. Zefirov i P.M. Zorkii corregiren alguns dels radis de van der Waals i feren diverses propostes, en particular, que el {\displaystyle r_{vdW}} s'hauria de calcular a partir de les distàncies intermoleculars més curtes {\displaystyle d}, assegurant un sistema tridimensional de contactes, ja que altres àtoms perifèrics de la molècula podrien no estar en contacte; i la determinació dels {\displaystyle r_{vdW}} mitjançant la mitjana de totes les distàncies intermoleculars podria ser injustificada. Tot i destacar la naturalesa estadística dels radis de van der Waals i la seva variabilitat en fraccions d'àngstroms, en funció de diversos factors estructurals, els radis en el seu sistema es donen amb una precisió de mil·lèsimes d'àngstrom.
El sistema de radis de van der Waals dels no-metalls elaborat per R.S. Rowland i R. Taylor per a la química orgànica estructural es basava en una gran quantitat de dades estadístiques. Els radis de van der Waals dels halògens i del carboni en compostos inorgànics foren determinats per primer cop per Linus C. Pauling, qui emprà dades sobre compostos laminars com ara el clorur de cadmi i el grafit. Posteriorment, els radis de van der Waals dels halògens i dels calcògens foren avaluats a partir d'un gran conjunt de dades experimentals.
Els radis de van der Waals dels metalls són difícils de determinar directament, ja que només hi ha un petit nombre d'estructures en què els àtoms metàl·lics poden estar en contacte amb una altra molècula; amb el desenvolupament de la química estructural, el nombre d'aquestes estructures augmenta.

## Variació a la taula periòdica
El radi de van der Waals és una propietat periòdica i s'observa una variació regulars en els grups i períodes de la taula periòdica. Així, en un grup la tendència és clar, en davallar es produeix un increment del radi de van der Waals degut al major nombre de nivells electrònics ocupats, malgrat que també s'incrementa el nombre de protons al nucli atòmic que exerceixen una major atracció sobre els electrons. Per exemple, al grup 1 l'hidrogen és l'element del grup i de la taula amb un valor més baix del radi de van der Waals (110 pm), aquest valor es va incrementant fins a arribar al franci que té el valor més alt del grup i de la taula periòdica (348 pm).
En un període la tendència general és la disminució del radi de van der Waals en avançar d'esquerra a dreta. Tots els elements tenen les mateixes capes electròniques ocupades i el factor decisiu és l'increment del nombre de protons al nucli atòmic que, en atreure amb més força els electrons, produeixen una reducció del radi de van der Waals. Per exemple en el 4t període el potassi té el valor més alt (275 pm) i el criptó el més baix (202 pm). Malgrat aquesta tendència regular s'observen alguns casos on no es compleix i és degut a la diferent ocupació dels subnivells energètics dels electrons.
| Grup    | 1      | 2      |    | 3      | 4      | 5      | 6      | 7      | 8      | 9      | 10     | 11     | 12     | 13     | 14     | 15     | 16     | 17     | 18     |
| Període |        |        |    |        |        |        |        |        |        |        |        |        |        |        |        |        |        |        |        |
| ------- | ------ | ------ | -- | ------ | ------ | ------ | ------ | ------ | ------ | ------ | ------ | ------ | ------ | ------ | ------ | ------ | ------ | ------ | ------ |
| 1       | H 110  |        |    |        |        |        |        |        |        |        |        |        |        |        |        |        |        |        | He 140 |
| 2       | Li 182 | Be 153 |    |        |        |        |        |        |        |        |        |        |        | B 192  | C 170  | N 155  | O 152  | F 147  | Ne 154 |
| 3       | Na 227 | Mg 173 |    |        |        |        |        |        |        |        |        |        |        | Al 184 | Si 210 | P 180  | S 180  | Cl 175 | Ar 188 |
| 4       | K 275  | Ca 231 |    | Sc 215 | Ti 211 | V 207  | Cr 206 | Mn 205 | Fe 204 | Co 200 | Ni 197 | Cu 196 | Zn 201 | Ga 187 | Ge 211 | As 185 | Se 190 | Br 185 | Kr 202 |
| 5       | Rb 303 | Sr 249 |    | Y 232  | Zr 223 | Nb 218 | Mo 217 | Tc 216 | Ru 213 | Rh 210 | Pd 210 | Ag 211 | Cd 218 | In 193 | Sn 217 | Sb 206 | Te 206 | I 198  | Xe 216 |
| 6       | Cs 343 | Ba 268 | *  | Lu 224 | Hf 223 | Ta 222 | W 218  | Re 216 | Os 216 | Ir 213 | Pt 213 | Au 214 | Hg 223 | Tl 196 | Pb 202 | Bi 207 | Po 197 | At 202 | Rn 220 |
| 7       | Fr 348 | Ra 283 | ** | Lr 246 | Rf     | Db     | Sg     | Bh     | Hs     | Mt     | Ds     | Rg     | Cn     | Nh     | Fl     | Mc     | Lv     | Ts     | Og     |
|         |        |        |    |        |        |        |        |        |        |        |        |        |        |        |        |        |        |        |        |
|         |        |        | *  | La 243 | Ce 242 | Pr 240 | Nd 239 | Pm 238 | Sm 236 | Eu 235 | Gd 234 | Tb 233 | Dy 231 | Ho 230 | Er 229 | Tm 227 | Yb 226 |        |        |
|         |        |        | ** | Ac 247 | Th 245 | Pa 243 | U 241  | Np 239 | Pu 243 | Am 244 | Cm 245 | Bk 244 | Cf 245 | Es 245 | Fm 245 | Md 246 | No 246 |        |        |

## Determinació experimental
Inicialment, només van utilitzar-se dades de difracció de raigs X, mesures de volum molar i consideracions cristal·loquímiques per determinar els radis de van der Waals. Estudis posteriors ampliaren la gamma de tècniques experimentals i culminaren en una determinació completa dels radis de van der Waals d'àtoms lliures i lligats. La comparació dels resultats obtinguts mitjançant diversos mètodes físics possibilità avaluar la precisió i establir els límits d'aplicabilitat dels radis de van der Waals i conciliar el concepte de radi de van der Waals amb el requisit mecànic quàntic que la densitat electrònica variï contínuament a la perifèria dels àtoms.

### L'equació de van der Waals

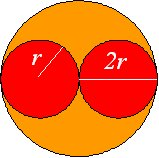
En groc el volum d'exclusió d'una molècula diatòmica homonuclear.

Els gasos reals no es comporten exactament tal com prediu el model de gas ideal, podent ser la desviació considerable en alguns casos. Així, per exemple, els gasos ideals no presenten transicions de fase líquida o sòlida, independentment del descens de temperatura o increment de pressió a què estiguin sotmesos. Una de les modificacions de la llei dels gasos ideals proposada és l'equació d'estat de van der Waals, que introdueix dos paràmetres a i b obtinguts experimentalment i que depenen de la naturalesa del gas.
{\displaystyle \left(P+{\frac {a}{V_{m}^{2}}}\right)\cdot \left(V_{m}-b\right)=R\cdot T}on:
- {\textstyle P}, és la pressió del gas contingut dintre d'un recipient.
- {\textstyle V_{m}}, és el volum molar, això és el volum {\textstyle V}del recipient que conté el gas dividit pel nombre de mols del gas, {\textstyle n}.
- {\textstyle T}, és la temperatura absoluta del gas.
- {\textstyle R}, és la constant dels gasos.
- {\displaystyle a}, és una constant que té en compte la cohesió entre les molècules deguda a les forces de van der Waals.
- {\displaystyle b}, és el volum d'exclusió, una constant que té en compte el volum total de les molècules.

El volum d'exclusió fa referència tant al volum propi dels àtoms com al volum circumdant en què no pot haver-hi altres perquè a aquesta distància predominen les forces de repulsió entre els àtoms del gas (forces de van der Waals). Una vegada conegut el valor del volum d'exclusió, obtingut experimentalment per a ajustar l'equació de van der Waals al comportament real del gas, el radi de van der Waals pot obtenir-se de l'equació:
{\displaystyle b={\frac {16}{3}}\pi N_{A}r_{vdW}^{3}}
on:
- {\displaystyle N_{A}} és el nombre d'Avogadro, i
- {\displaystyle r_{vdW}} és el radi de van der Waals.